# Flug-Hafer
Der Flug-Hafer (Avena fatua), auch Wind-Hafer genannt, ist eine Pflanzenart aus der Gattung Hafer (Avena) innerhalb der Familie der Süßgräser (Poaceae). Sie kann – besonders in Saat-Hafer-Feldern – ein problematisches Ackerbeigras darstellen.

## Beschreibung

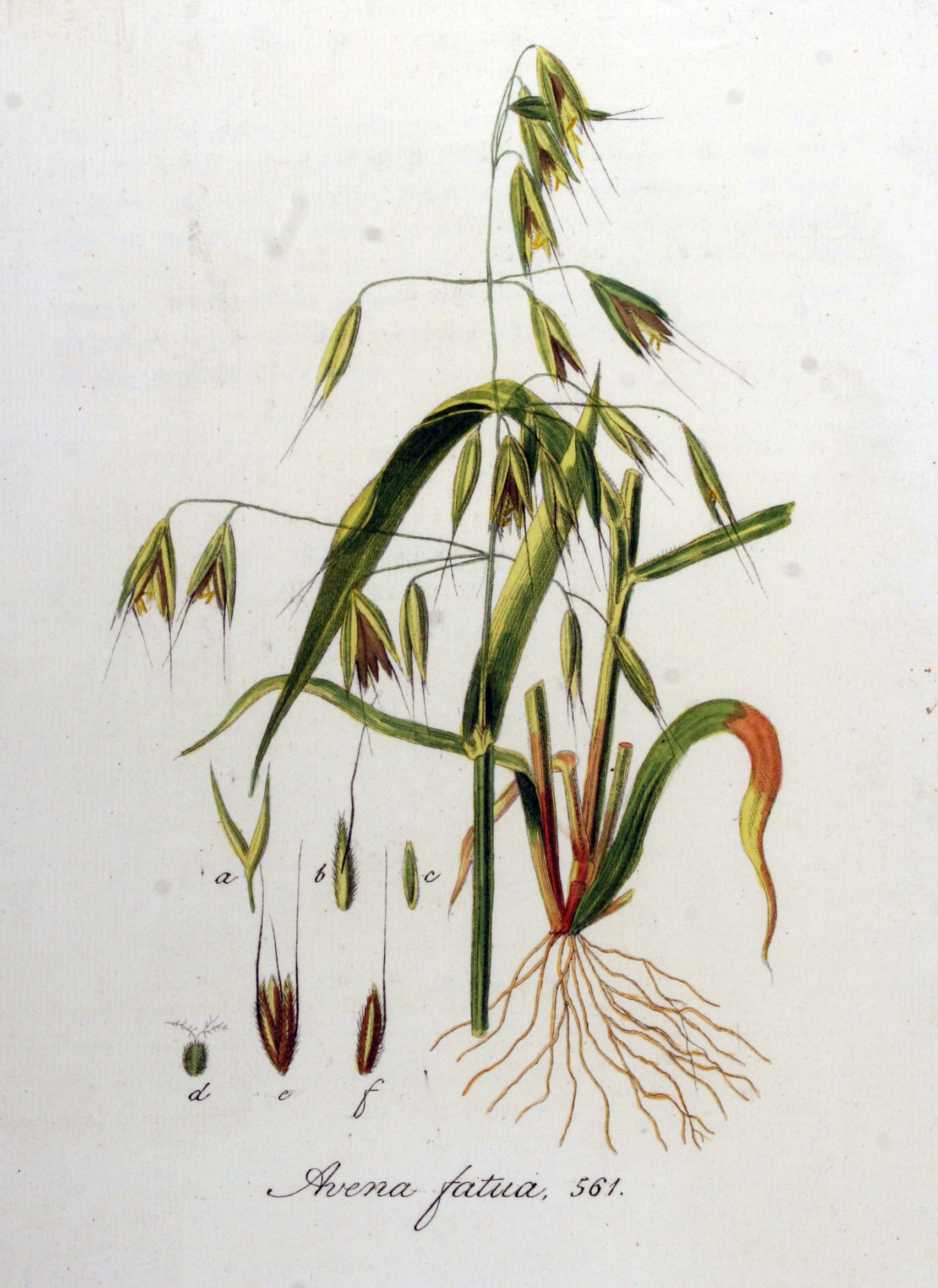
Illustration aus Flora Batava, Volume 8

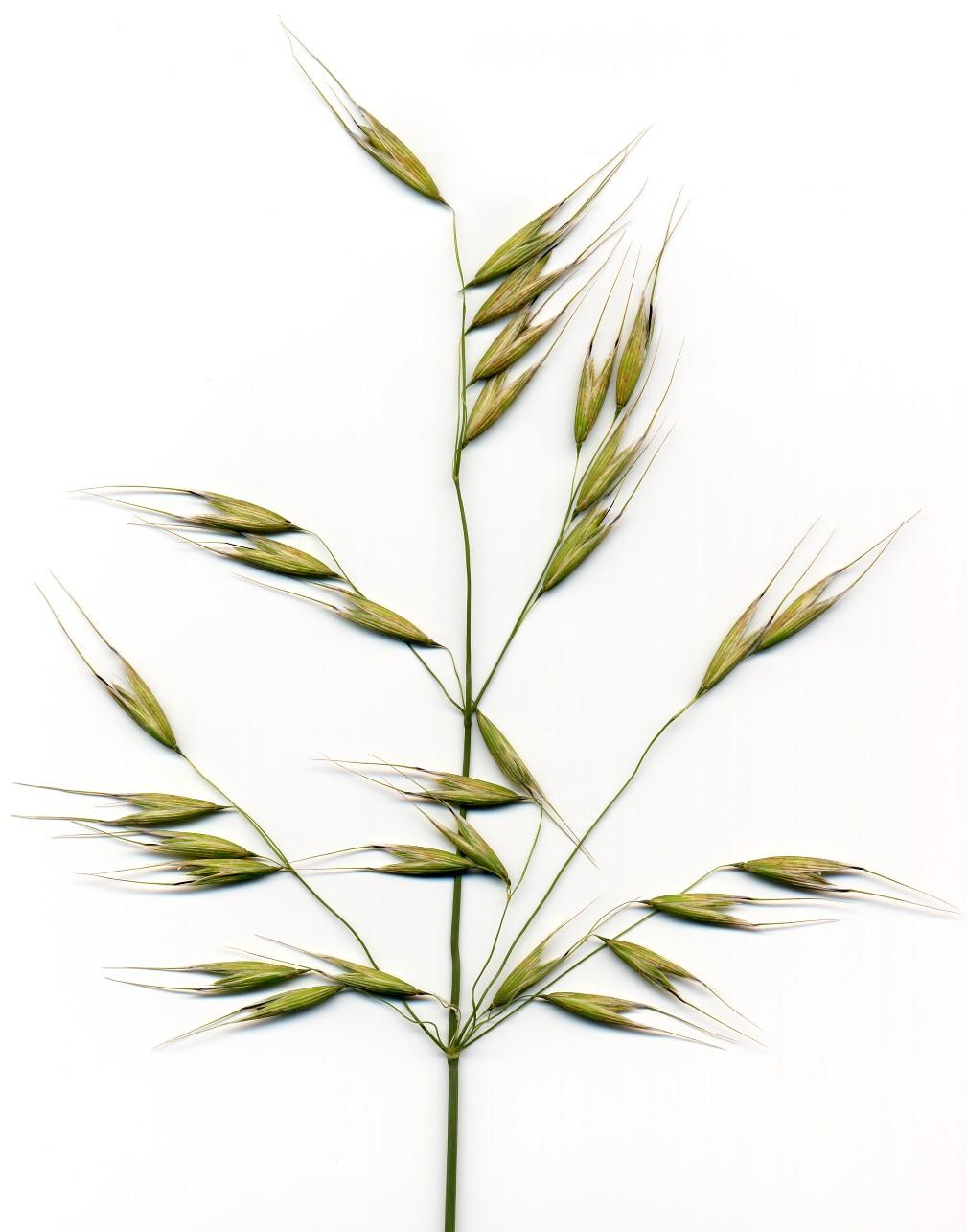
Blütenstand

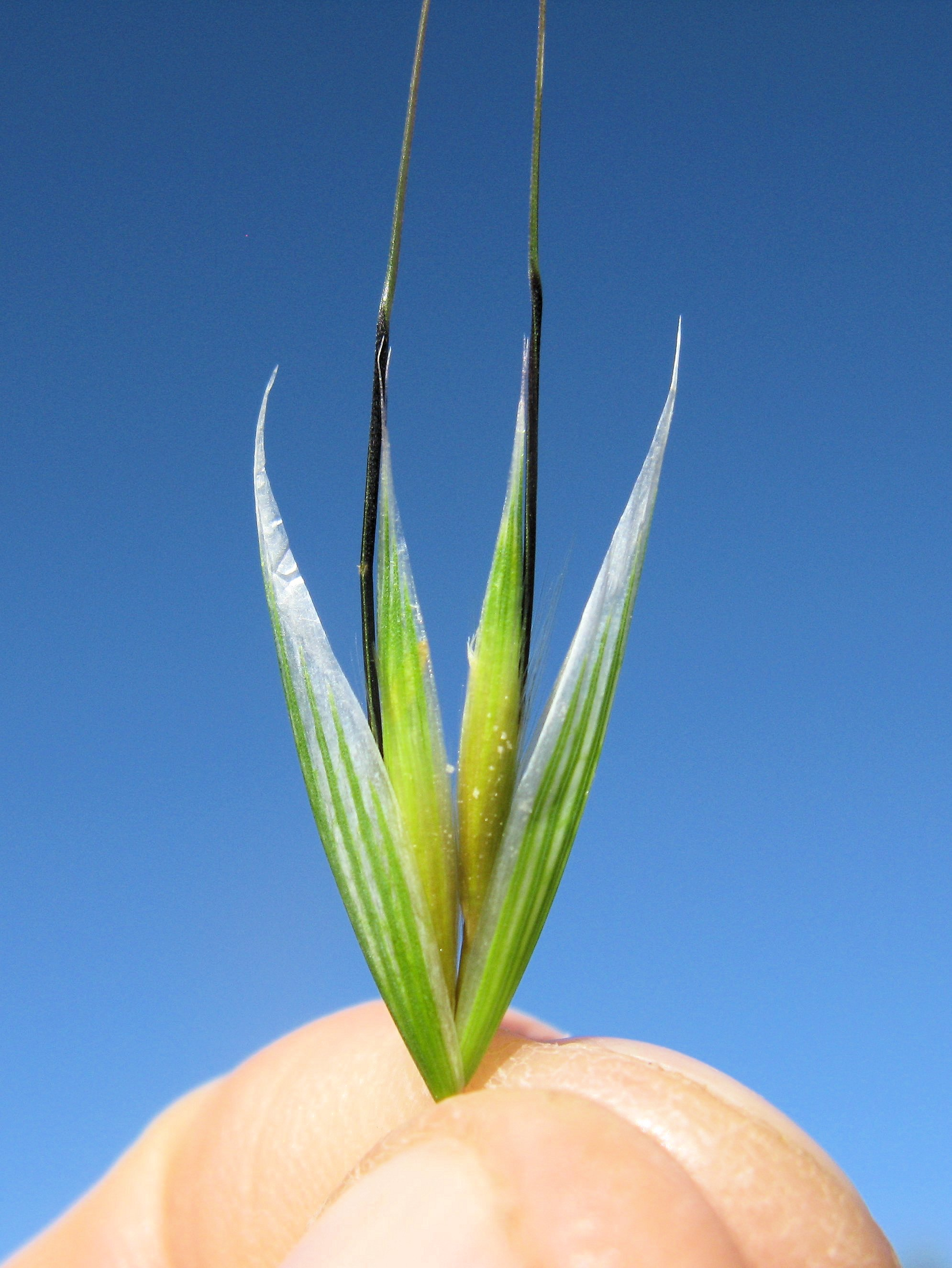
Ährchen

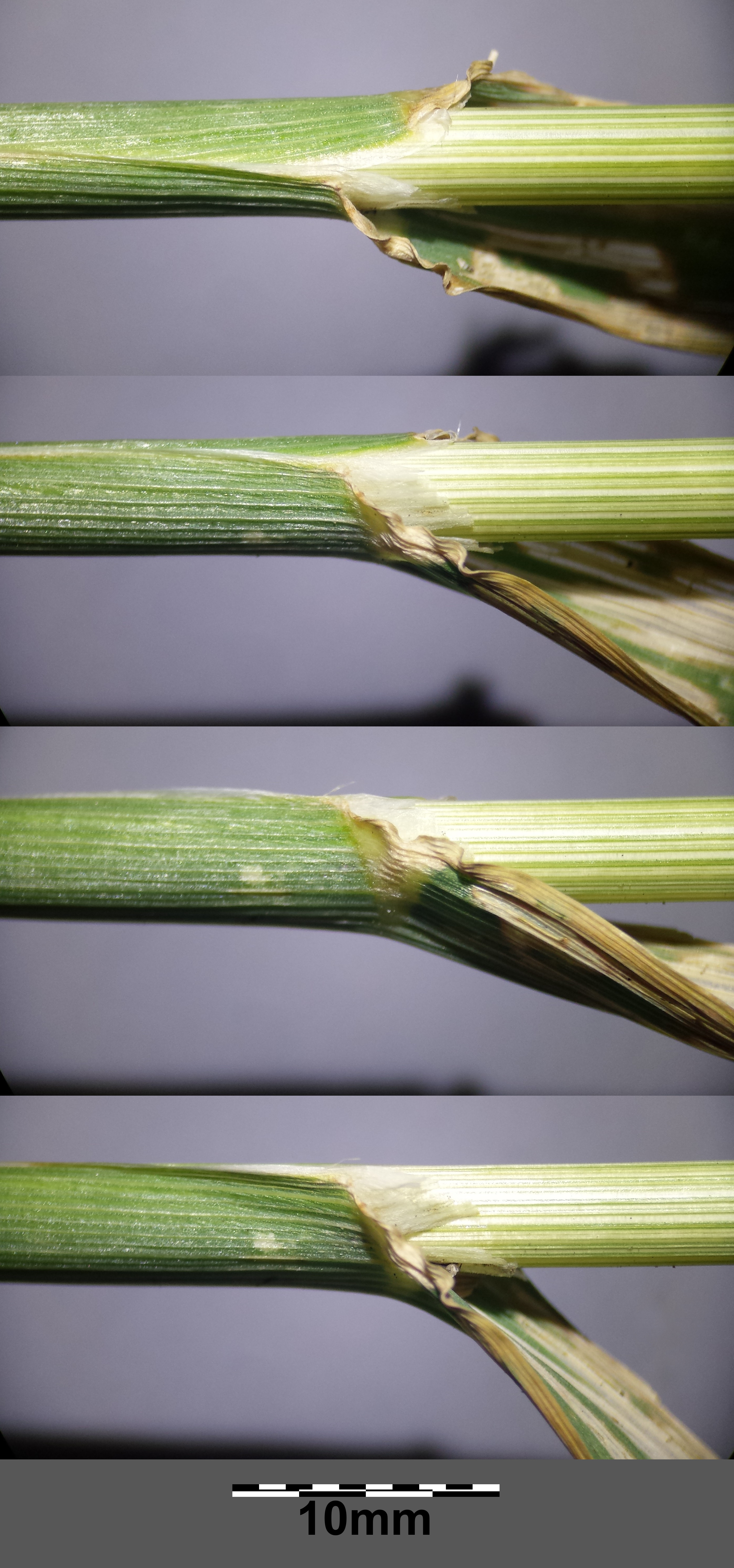
Stängel mit Blattscheide und Blatthäutchen

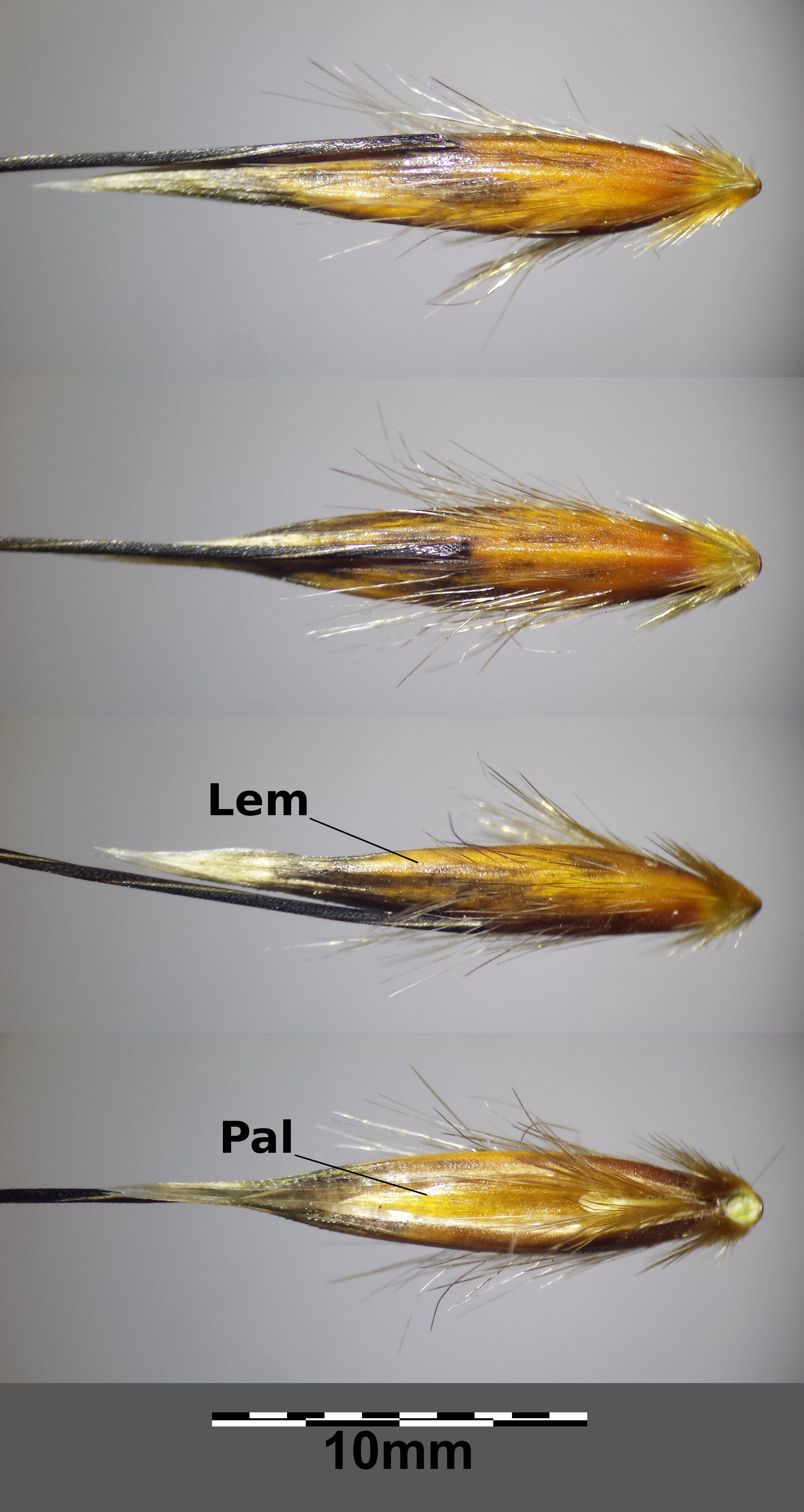
Karyopse mit behaarter Deckspelze (Lem) und Vorspelze (Pal)

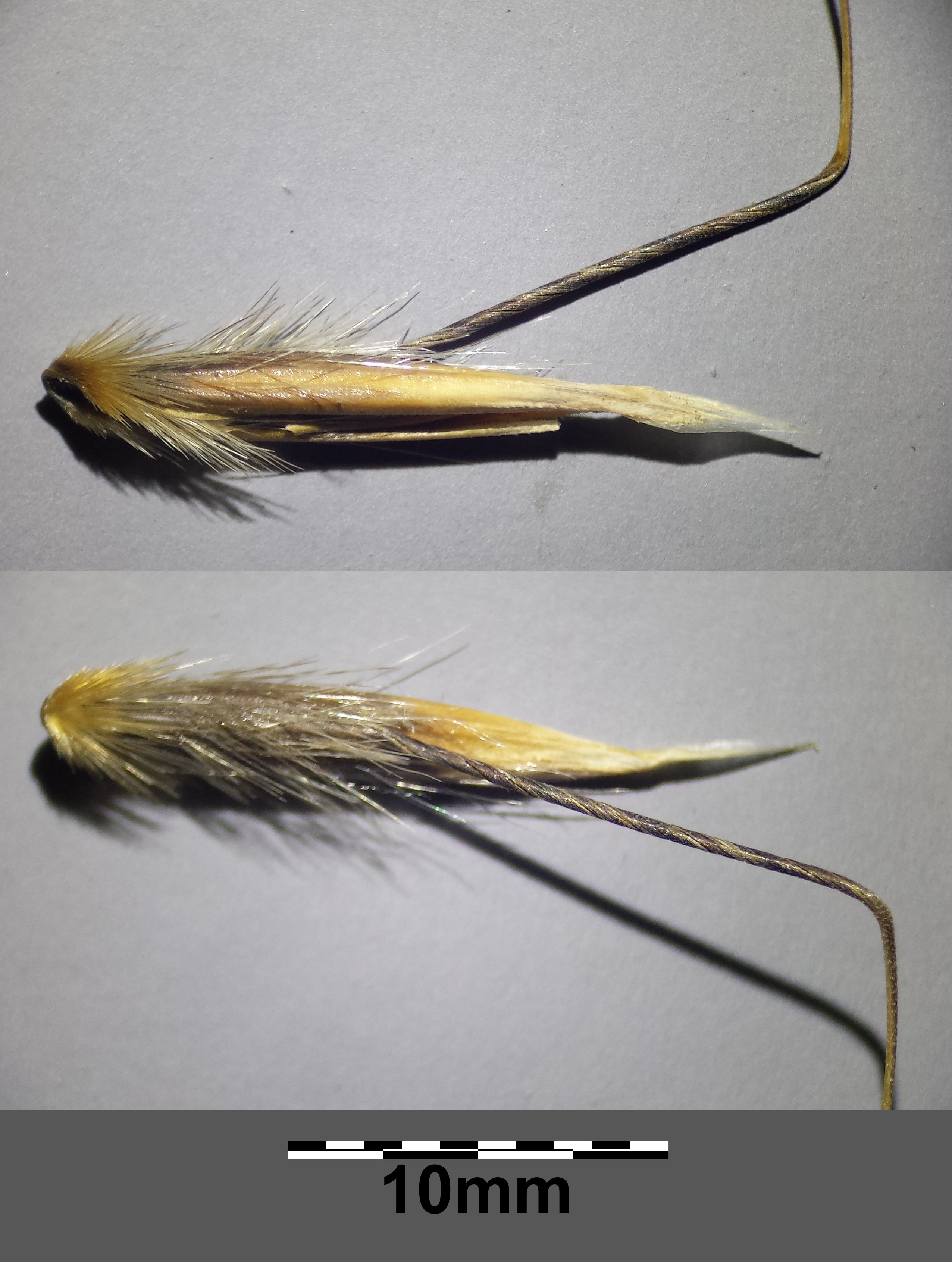
Karyopse mit gedrehter Granne

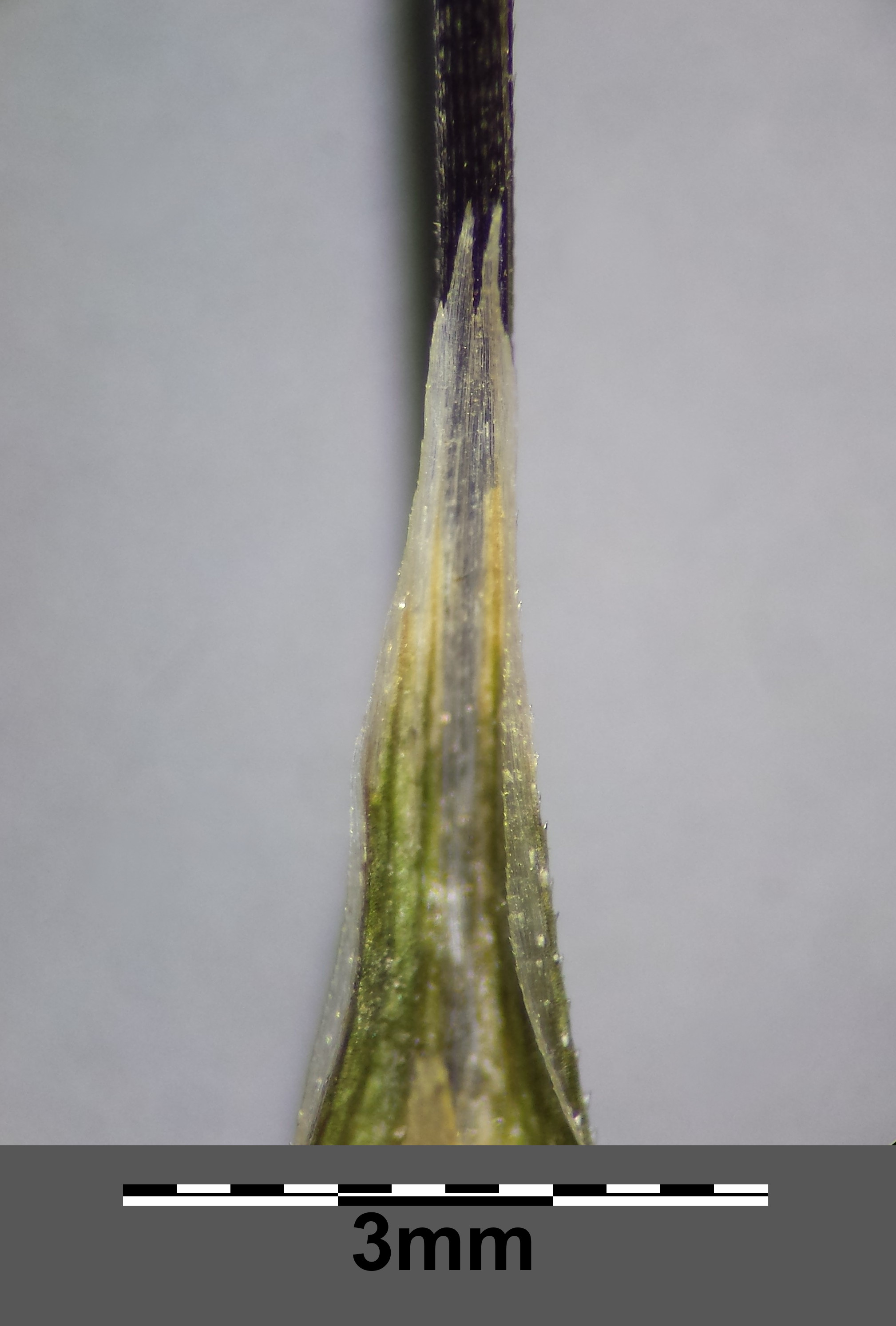
Spitze der Deckspelze mit Zähnen

### Vegetative Merkmale
Der Flug-Hafer ist eine einjährige krautige Pflanze, die Wuchshöhen von 40 bis 120, selten bis zu 150 Zentimetern erreicht. Die Wurzeln reichen bis 1 Meter tief. Dieses Gras wächst in lockeren Büscheln oder mit einzeln stehenden Halmen. Die kahlen Halme besitzen drei bis fünf Knoten (Nodien). 
Die Blattscheiden sind kahl, lediglich die untersten sind häufig zerstreut behaart. Das Blatthäutchen ist ein 3 bis 6 mm langer, häutiger Saum. Die Blattspreiten sind 10 bis 50 cm lang, 4 bis 10 mm breit, flach ausgebreitet, rau sowie am Grund und am Rand kurz behaart. 

### Generative Merkmale
Die Blütezeit reicht von Juni bis August. Der rispige Blütenstand ist bei einer Länge von 10 bis 40 Zentimetern sowie einem Durchmesser von bis zu 20 Zentimetern pyramidenförmig. Der Blütenstand ist locker, gleichseitwendig und trägt hängende Ährchen. Die Ährchen enthalten zwei bis drei Blütchen und sind – ohne Granne – 16 bis 25, selten 30 mm lang. Zur Reife fallen die Blütchen einzeln aus, die Hüllspelzen bleiben stehen. Der Kallus der Blütchen ist kurz und dicht mit 3 bis 5 mm langen Haaren besetzt. Die Hüllspelzen sind gleichartig, sieben- bis neunnervig, gleich lang wie das Ährchen, von lanzettlicher, lang-zugespitzter Form und kahl. Die Deckspelzen sind siebennervig, 15 bis 20 mm lang, von lanzettlicher, am oberen Ende eingekerbter Form und weisen zwei spitze Seitenlappen auf. Ihre untere Hälfte ist mit steifen, häufig braunen Haaren besetzt oder selten kahl. Auf der Mitte des Rückens sitzt eine 15 bis 40 mm lange, gekniete Granne mit gedrehter Untergranne. Die Vorspelzen sind etwas kürzer als die Deckspelzen. Die Staubbeutel sind rund 3 mm lang.
Die Karyopsen sind dicht behaart und 7 bis 8 mm lang. Sie sind bis zu 20 Jahre lang keimfähig. 
Die Chromosomenzahl beträgt 2n = 42.

## Verbreitung und Standorte
Der Flug-Hafer ist in den gemäßigten Zonen Eurasiens sowie in Nordafrika und Makaronesien weitverbreitet. Er kommt fast in ganz Europa vor. In Amerika und Australien ist er ein Neophyt.
Der Flug-Hafer kommt von den Ebenen bis in mittlere Gebirgslagen zerstreut bis verbreitet vor. In den Alpen steigt er bis in Höhenlagen von 1770 Meter (Oberengadin). In den Allgäuer Alpen steigt er in Bayern an der Stillach bei Anatstein bis zu 1000 Metern Meereshöhe auf.
Er gedeiht am besten auf frischen bis feuchten, nährstoff- und basenreichen, leicht sauren bis milden, humusarmen, steinigen Lehm- und Tonböden. Er ist pflanzensoziologisch eine Charakterart der Klasse Secalietea, kommt aber vor allem in Gesellschaften des Verbands Caucalidion lappulae vor.
Die ökologischen Zeigerwerte nach Landolt et al. 2010 sind in der Schweiz: Feuchtezahl F = 2+ (frisch), Lichtzahl L = 4 (hell), Reaktionszahl R = 4 (neutral bis basisch), Temperaturzahl T = 4 (kollin), Nährstoffzahl N = 3 (mäßig nährstoffarm bis mäßig nährstoffreich), Kontinentalitätszahl K = 4 (subkontinental).
Es handelt sich um ein „Getreideunkraut“ mit starker Ausbreitungstendenz. Der Flug-Hafer wächst auch ruderal an Schuttplätzen und Bahnhöfen. Seit der Bronzezeit ist sie ein Kulturbegleiter und in Mitteleuropa ein Archäophyt. Die Ausbreitung erfolgt hauptsächlich durch den Menschen (anthropochor).

## Bedeutung in der Landwirtschaft
Der Flug-Hafer ist eine Klassen-Kennart der Getreideunkrautgesellschaften (Secalietea). Er wächst häufig in Saat-Hafer-Feldern und überragt mit seinen Rispen den Saat-Hafer weit. Auch bei anderen Getreidearten kann er als lästiges Unkraut auftreten und ist meist schwer zu bekämpfen. Erfolgversprechend sind etwa Änderungen der Fruchtfolge. Der Flug-Hafer erträgt keine Beschattung im Frühjahr und kann daher durch eine Fruchtfolge von Wintergetreide, Winterraps, Rotklee und Kartoffel bekämpft werden. Herbizide fördern den Flug-Hafer, da sie ihm durch Vernichtung der dikotylen Unkräuter Platz verschaffen.
Avena fatua wirkt sich stark ertragsmindernd aus. Sehr störend ist er bei der Saatguterzeugung von Getreide.

## Trivialnamen
Für den Flug-Hafer sind auch die als Trivialnamen die Bezeichnungen Barthafer (Schlesien), Behhafer, Blindhaber (Salzburg), Bruchhafer (Schlesien), Dispenhafer (Schlesien), Floghafer (Göttingen), Flughafer, Gauchhaber (Elsass), Gorsperich, Habergift, Habergras (Schlesien), Haberkraut (Schlesien), Habertwalch, Wilder Hawer (Ostfriesland), Mäusehafer (Schlesien), Mäushaber (Bayern), Maushafer (Elsass), Ok (Altmark), Raspen, Riffen, Rissen, Rispen, Schwarzhafer (Schlesien), Spitzling (Elsass), Trefzen, Twalch (Elsass), Wildhafer (Schlesien) und Windhafer (Schlesien) belegt.

## Belege
- Hans-Joachim Conert: Pareys Gräserbuch. Die Gräser Deutschlands erkennen und bestimmen. Blackwell Wissenschafts-Verlag, Berlin, Wien 2000. ISBN 3-8263-3327-6.